# Tamuz
Tamuz (hebr. ‏תמוז‎) – dziesiąty miesiąc w żydowskim kalendarzu cywilnym, a czwarty w kalendarzu religijnym. Przypada na miesiące czerwiec-lipiec w kalendarzu gregoriańskim, liczy 29 dni. Na tamuz przypadają następujące wydarzenia religijne:
- 17 tamuz – Sziwa Asar be-Tamuz